# 千代島瑞希
千代島瑞希（ちよじま みずき、1994年5月23日 - ）は、日本のモデル、女優、タレント。静岡県静岡市葵区出身。ISMエンターテインメント所属。

モデル業のほか、ネットのニュース番組でアシスタントを務める。

## 人物
書道が得意で、硬筆と毛筆ともに10段を有段者。スポーツも得意で中学から高校にかけてバレー部のキャプテンを務める。
兄が一人いる。鴨チャンネルにて、犬が嫌いであると発言している。

## 出演

### インターネットテレビ
- 鴨チャンネル（2015年 フジテレビ）

- 能勢伸之 週刊安全保障（2016年 フジテレビ）

- レギュラーアシスタント（2018年 cx live picks）

### イベント
- デフフットサルオフィシャルサポーター（2017年 - 2019年）